# Outshined
«Outshined» — пісня американського рок-гурту Soundgarden, була написана вокалістом Крісом Корнеллом і випущена в грудні 1991 року, як третій сингл з альбому Badmotorfinger. Це перша пісня групи, яка потрапила в чарт U.S. Mainstream Rock charts, де посіла 45 місце.
Трек також увійшов в збірки: A-Sides та Telephantasm і у концертний альбом Live on I-5

## Треклист синглів
Усі пісні, написані Крісом Корнеллом, окрім випадків, де зазначено:
Рекламний компакт-диск (США) та рекламний 12-дюймовий вініл (США)

1. "Outshined" (edit) – 4:10
2. "Outshined" – 5:11

Рекламний 12-дюймовий вініл (США)
1. "Outshined" (edit) – 4:10
2. "Cold Bitch" – 5:01

CD (Німеччина)
1. "Outshined" (edit) – 4:07
2. "Outshined" – 5:11
3. "Girl U Want" (Джеральд Казале, Марк Мазерсбо)– 3:29
4. "Show Me" (Shepherd) – 2:47
5. "Into the Void (Sealth)" (Сіетл , Оззі Осборн, Тоні Айоммі, Гізер Батлер, Білл Ворд) – 6:37

7-дюймовий вініл (Велика Британія)
1. "Outshined" – 5:11
2. "I Can't Give You Anything" (Ді Ді Рамон) – 2:16

CD (The Netherlands)
1. "Outshined" (edit) – 4:07
2. "I Don't Care About You" (Fear) – 1:55
3. "Can You See Me" (Джимі Гендрікс) – 2:40
4. "Outshined" – 5:11

Promotional 12" Vinyl (UK)
1. "Outshined" (edit) – 4:07
2. "I Can't Give You Anything" (Ramone) – 2:16
3. "Homicidal Suicidal" (Budgie) – 4:22
4. "Outshined" – 5:11

## Чарти
| Chart (1992)                       | Peak position |
| ---------------------------------- | ------------- |
| Australia (ARIA)                   | 76            |
| Велика Британія (UK Singles Chart) | 50            |
| США (Mainstream Rock) (Billboard)  | 45            |

| Chart (2017)                           | Peak position |
| -------------------------------------- | ------------- |
| США (Hot Rock Songs) (Billboard)       | 24            |
| US Rock Digital Song Sales (Billboard) | 16            |